# Raul-Juri Georgijewitsch Ervier

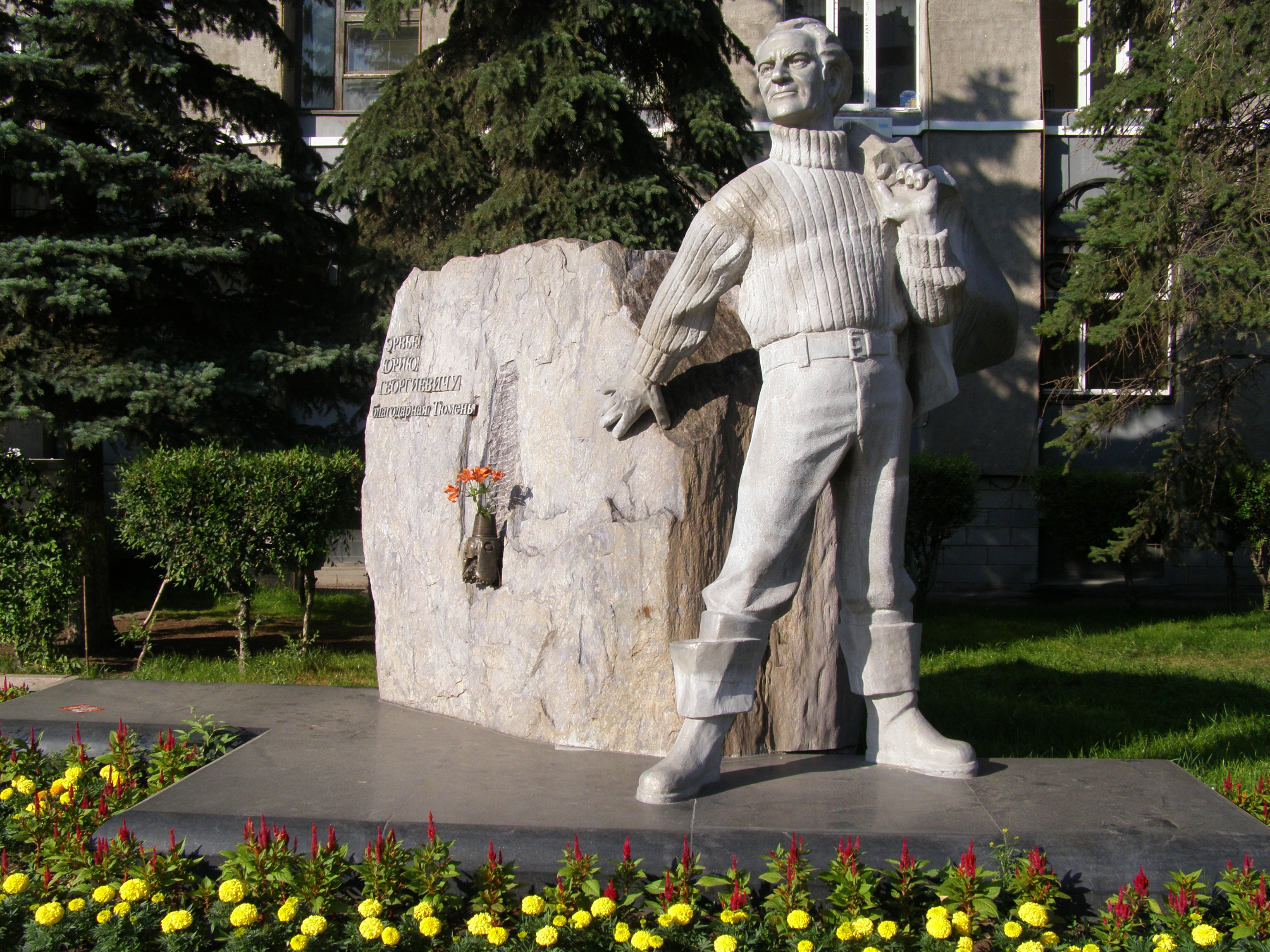
Denkmal Raul-Juri Georgijewitsch Erviers, Tjumen

Raul-Juri Georgijewitsch Ervier (russisch Рауль-Юрий Георгиевич Эрвье; * 3. Apriljul. / 16. April 1909greg. in Tiflis; † 9. August 1991 in Moskau) war ein sowjetischer Geologe.

## Leben
Erviers französischer Großvater Jean François Ervier kam 1850 mit seiner Frau Anna Maria nach Russland, wurde Kaufmann der 1. Gilde in Tiflis und nahm 1886 die russische Staatsbürgerschaft an. Als Mitglied des Stadtsemstwos wurde er Alexander II. während dessen Kaukasusreise vorgestellt. Er erhielt den Sankt-Stanislaus-Orden III. Klasse und den persischen Sonnen- und Löwenorden III. Klasse. Erviers Vater Georgi Iwanowitsch Ervier war das Patenkind des Generals der Kavallerie Fürst Iwan Giwitsch Amilachori.
Ervier war das fünfte Kind in der Familie. Er besuchte die Schule in Tiflis und arbeitete ab 1923 als Lehrling in einer Seifensiederei.
1929 wurde Ervier von der Melitopoler Gasarbeitsgruppe angeworben. Vom 16. August 1930 bis zum 8. Januar 1931 arbeitete er als Oberbohrmeister in der Kriwoi Roger Braunkohle-Arbeitsgruppe, um dann in die Sinowjewsker Braunkohlegruppe zu wechseln. Er studierte dann in den Höheren Ingenieurskursen für Geologie-Prospektoren in Kiew mit Abschluss 1933 mit Auszeichnung. Darauf arbeitete er in verschiedenen Geologie-Arbeitsgruppen in der Ukraine.
Am Deutsch-Sowjetischen Krieg nahm Ervier ab August 1941 in der Sappeur-Truppe teil. Er kommandierte einen Tiefbohrtrupp eines Sappeur-Bataillons, nahm an der Verteidigung des Nordkaukasus und der Befreiung der Ukraine teil und wurde im Dezember 1944 als Ingenieur-Major demobilisiert.
1945 wurde Ervier Chef des Südmoldauischen Erdöl-Prospektionstrusts Moldawneftegeologija.
Im August 1952 wurde Ervier vom Hauptkomitee des Ministeriums für Geologie der UdSSR in die Tjumener Erdöl-Prospektionsexpedition geschickt. 1955 wurde er Chefingenieur und 1966 Leiter des Tjumener Erdöl-Prospektionstrusts, der dann Tjumenneftegeologija hieß. Unter seiner Führung untersuchten Geophysiker, Geologen und Bohrer systematisch weite Gebiete zur sicheren Identifizierung von Lagerstätten. Am 21. Juni 1960 schoss aus dem unter der Leitung von Semjon Nikititsch Urussow in der Schaimer Erdölprospektionsexpedition gebohrten Bohrloch Nr. 6 eine kräftige Ölfontäne im Autonomen Kreis der Chanten und Mansen, die den Beginn der industriellen Erdölförderung in Westsibirien markierte. Am 21. März 1961 kam das Öl aus Farman Salmanows Megioner Bohrloch. Es folgten die Eröffnungen der Ölfelder Ust-Balykskoje, Watinskoje, Nord-Pokurowskoje, West-Surgutskoje und vieler weiterer.
Ervier widmete einen wesentlichen Teil seiner Arbeit den sozialen Problemen der Geologen und ihrer Familien. Er sorgte für moderne Sporteinrichtungen, Kulturhäuser, Erholungsanlagen und medizinische Einrichtungen.
1977 wurde Ervier Vizeminister für Geologie. 1981 ging er in Pension. Alexander Grigorjewitsch Bystrizki, Farman Salmanow, Wassili Tichonowitsch Podschibjakin, Wladimir Dmitrijewitsch Tokarew, Lew Iwanowitsch Rownin, Iwan Jakowlewitsch Girja, Albert Grigorjewitsch Judin und Wladimir Alexejewitsch Abasarow führten Erviers Arbeit fort.
Ervier war verheiratet und hatte einen Sohn und eine Tochter.
Ervier wurde gemäß seinem letzten Willen in Tjumen begraben. Zu seinem 110. Geburtstag wurde der Ourjinskoje-Gasöllagerstätte in Jugra Erviers Name gegeben.

## Ehrungen, Preise
- Medaille „Für die Verteidigung des Kaukasus“[2]
- Medaille „Für die Verteidigung Odessas“
- Medaille „Sieg über Deutschland“
- Orden des Roten Sterns (1943)
- Orden des Roten Banners der Arbeit (1959, 1968)[2]
- Leninorden (1963, 1976)
- Held der sozialistischen Arbeit mit Leninorden und Hammer-und-Sichel-Goldmedaille (1963)[2]
- Leninpreis im Bereich Technik (1964 zusammen mit Michail Kalinnikowitsch Korowin (postum), Sofja Gdaljewna Belkina, Alexander Grigorjewitsch Bystrizki, Lew Grigorjewitsch Zibulin, Boris Wlassowitsch Saweljew, Wladimir Wladimirowitsch Ansimow, Lew Iwanowitsch Rownin, Albert Grigorjewitsch Judin, Wladimir Panteleimonowitsch Kasarinow, Nikolai Nikititsch Rostowzew, Wassili Dmitrijewitsch Naliwkin und Tatjana Iwanowna Ossyko für die perspektivische Erforschung der Erdöl-Vorkommen des Westsibirischen Tieflands und Entdeckung des ersten westsibirischen Erdgas-Vorkommens im Gebiet von Berjosowo)[5]
- Lagerstättenerstentdecker (1969, 1974, 1988)
- Orden der Oktoberrevolution (1971)
- Ehrenbürger der Stadt Tjumen (1984)[2]
- Orden des Vaterländischen Krieges II. Klasse (1985)
- Ehrenbürger des Autonomen Kreises der Chanten und Mansen (2006 postum)